# 北海道道730号丸駒線
北海道道730号丸駒線（ほっかいどうどう730ごう まるこません）は、北海道千歳市内を結ぶ一般道道（北海道道）である。支笏湖と恵庭岳に挟まれた温泉地を結ぶ。

## 概要

### 路線データ
- 起点：北海道千歳市幌美内（丸駒温泉）
- 終点：北海道千歳市幌美内（国道453号交点）
- 路線延長：2.8km（総延長）

## 歴史
- 1972年（昭和47年）2月4日 路線認定[1]。

## 地理

### 通過する自治体
- 石狩振興局
  - 千歳市

### 交差する道路
千歳市
- 国道453号 - 幌美内（終点）

### 沿線にある施設など
千歳市
- 丸駒温泉
- ポロピナイキャンプ場